# نهر البزازين
نهر البزازين
يعد نهر البزازين من أنهار بغداد القديمة، المنتشرة في الجانب الغربي منها، وهو جانب الكرخ حيث جر الخليفة أبو جعفر المنصور لأهل الكرخ أربعة انهر يقال لأحدها نهر الدجاج وللثاني نهر القلائين وللثالث نهر طابق وللرابع نهر البزازين. والكرخ هو أسواق المدينة التي نقلها المنصور من مدينته المدورة مدينة السلام، في الجهة الجنوبية بين نهر الصراة ونهر عيسى.
ونهر البزازين يحمل ماؤه من نهر كرخايا، ويمر بسوق البزازين وغيره من الأسواق فيجري موازياً لنهر الصراة العظمى جنوباً وبعد اختراقه المحلة المسماة الشرقية، ليصب في نهر دجلة جنوب الصراة. وفي نهر البزازين درب، عرف بدرب نعيم.